# Sân vận động Punjab
Sân vận động Punjab (tiếng Urdu: پنجاب اسٹیڈیم, tiếng Anh: Punjab Stadium), hoặc có tên gọi là Sân vận động bóng đá Gaddafi hoặc Sân vận động Ian Rush, là một sân vận động bóng đá ở Lahore, Pakistan. Sân được đổi tên thành Sân vận động Ian Rush sau khi tiền đạo huyền thoại của Liverpool đến thăm Pakistan để quảng bá cơ sở bóng đá ở nước này. Muhammad Essa là cầu thủ đầu tiên ghi bàn thắng quốc tế ở đây. Các câu lạc bộ Real Lahore, WAPDA FC và Wohaib FC đều sử dụng sân vận động này cho các trận đấu trên sân nhà của mỗi đội.

## Sân vận động

### Thiết kế
Sân vận động Punjab được thiết kế bởi Khalil-ur-Rehman & Associatiates. Sân cũng được sử dụng các môn thể thao điền kinh, kabaddi, rugby league và rugby union.

### Xây dựng
Sân vận động Punjab được xây dựng vào năm 2003 với chi phí xây dựng là 220 triệu đô la Mỹ. Sân có sức chứa 15.000 khán giả.

## Các trận đấu lớn
Sân vận động này đã tổ chức hầu hết các trận đấu của Cúp Chủ tịch AFC 2007. Sân cũng đã tổ chức Cúp PFF 2016, giải đấu cúp bóng đá cao nhất ở Pakistan.